# Cuaderno

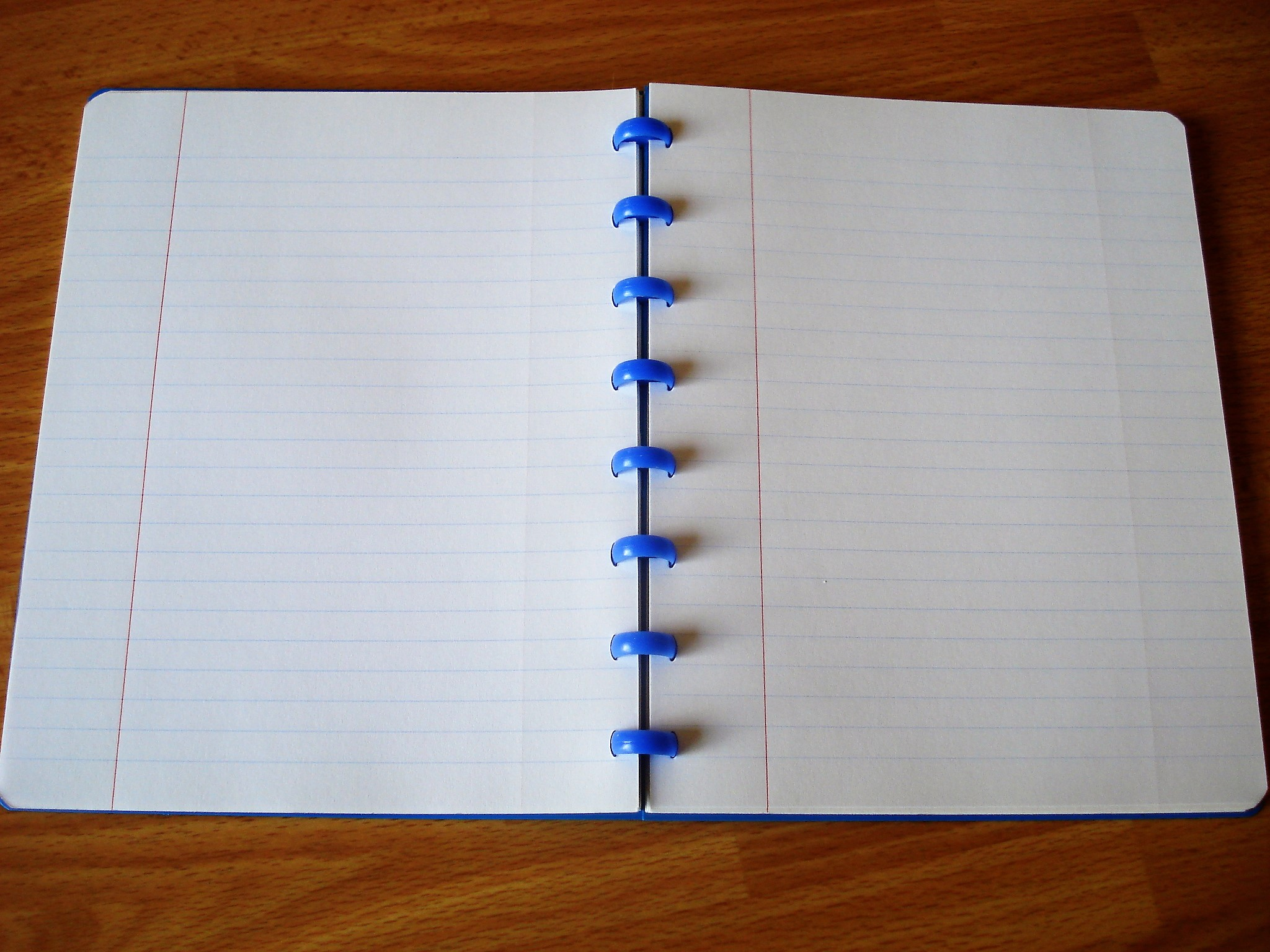
Cuaderno con discos.

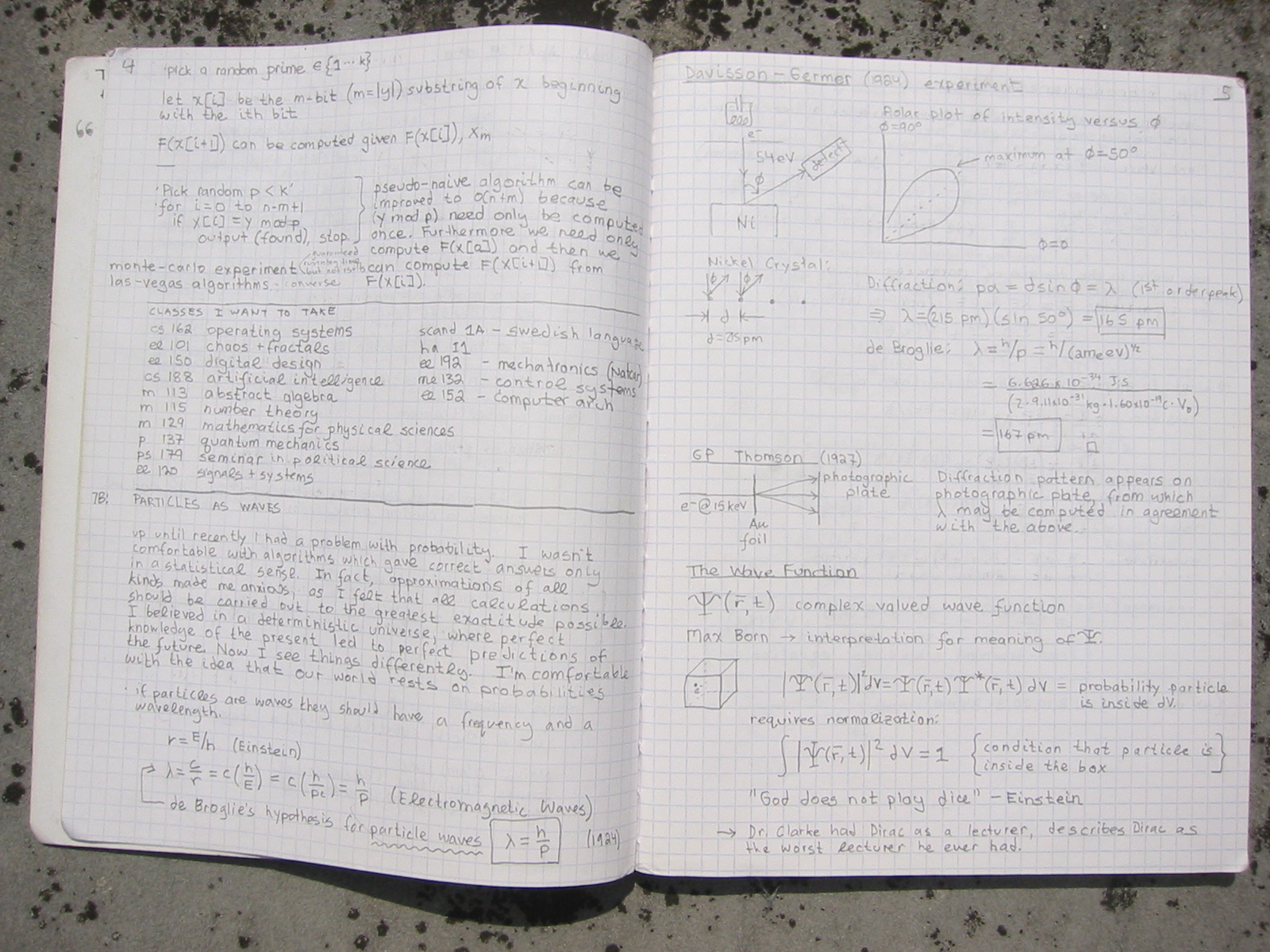
Cuaderno abierto.

Un cuaderno (también llamado libreta, libro de notas, libro de apuntes, libro de anotaciones o bloc de notas) es un conjunto de hojas de papel, impresas o en blanco, unidas con una espiral o dobladas, encajadas o cosidas, que forman un libro delgado. El cuaderno es utilizado en la mayoría de las veces en la escuela, trabajo u oficinas.

## Descripción
Aunque mucha gente usa cuadernos, estos son más comúnmente asociados con los estudiantes en las escuelas que los utilizan para anotar los apuntes de las distintas asignaturas, o realizar los trabajos que los profesores les piden.
Los artistas usan a menudo grandes cuadernos que incluyen amplios espacios de papel en blanco para poder dibujar. Los abogados son también conocidos por usar cuadernos grandes que  suelen llevar papel rayado y son apropiados para usarse en mesas y escritorios. Las rayas horizontales de estos cuadernos pueden ser más o menos anchas permitiendo más o menos líneas de escritura. Los periodistas prefieren cuadernos de pequeño tamaño para poder ser llevados fácilmente y a veces usan la taquigrafía para tomar notas. Los científicos y otros investigadores usan cuadernos de laboratorio para documentar sus experimentos. Las notas de estos cuadernos son a menudo de cuadrícula para facilitar el trazado de datos.
Con frecuencia es más barato comprar cuadernos de espiral, es decir, con una espiral de alambre colocada con unas perforaciones a un lado de la tapa o de las hojas. Otra forma posible de encuadernación es la de usar pegamento para juntar las páginas. Hoy en día es frecuente que los cuadernos tengan una delgada línea de perforación en las hojas para que puedan ser separadas fácilmente. En los cuadernos de espiral también se pueden arrancar las hojas fácilmente pero dejando una marca desigual en la parte de la hoja que se rasga con las anillas.
Desde el final del siglo XX se han hecho muchos intentos de integrar la simplicidad de las libretas con la capacidad de edición y búsqueda de las computadoras. Para ello aparecieron los PDA, integrando pequeños indicadores de cristal líquido con una capa sensitiva al contacto para entrar gráficos y texto escrito. Las tabletas son considerablemente más grandes y proporcionan más espacio de escritura y navegación. En sistemas operativos como Microsoft Windows se incluye un editor de texto básico llamado bloc de notas desde 1985, cuya función es emular una libreta de apuntes virtual.

## Tipos de cuaderno
Existen varios tipos de cuaderno según la forma de las hojas, a saber:
- De una línea o tipo tesis: Se usan para escritura común y corriente. Es el más usado por los estudiantes. Suele poseer a la izquierda y a la derecha una línea vertical llamada margen para marcar el límite de la escritura.
- De doble línea: Generalmente se emplean para la enseñanza de la escritura caligráfica. Por ese motivo, se le llama comúnmente "cuaderno de caligrafía".
- Cuadriculado: Sus hojas tienen líneas horizontales y verticales cruzadas formando cuadrículas y se emplea mayormente para elaboración de gráficos matemáticos (para graficar funciones y vectores)
- Para dibujo: Sus hojas son totalmente en blanco, es decir, carecen de interlineado y como su nombre lo indica, se usan para dibujar.
- Pentagramado: Es un cuaderno especialmente hecho para escribir música, en el cual se ubican las notas musicales.

Según el criterio de su tamaño, se clasifican de esta forma:
- Cuadernos pequeños: Son los más usados por estudiantes de escuela primaria, mayormente de los primeros años. En los mismos es donde suelen apuntar sus deberes para el hogar, por lo que les llaman también "cuadernos de tareas".
- Libretas tipo universitario: Son de mayor tamaño (21 por 28 cm) y se usan para los cursos superiores.

## Encuadernación e impresión
En el proceso de encuadernación de manuscritos, códices y libros, los pliegos de papel pueden contener varios folios que deberán ser plegados las veces que sean necesarias, para conseguir el tamaño elegido y luego cortarlos.
Un folio es un volumen donde la hoja impresa se ha doblado una vez y en cada hoja se imprimen dos páginas por cada lado. Si se dobla dos veces (en un cuarto), se obtendrían cuatro hojas por lado y si se doblara tres veces (en un octavo), 8 hojas por lado.
Las hojas dobladas de esta manera forman un cuaderno o fascículo, según el número de hojas que componen estos fascículos reciben diferentes nombres: 
- singulión o unión formados por una sola hoja
- duerno o binión, formados por dos bifolios
- ternio o ternión, formados por tres hojas
- cuaterno, cuaternio o cuaternión, 4 hojas
- quinterno, quinquernión o quinión, 5 hojas
- sisternos o siniones, 6 hojas
- septernos o septeniones, 7 hojas

Lo más usual es el cuaternión del que viene el nombre cuaderno.
De manera genérica se podría decir que un libro estaría compuesto por varios cuadernos cosidos.